# Ludwig Hans Fischer

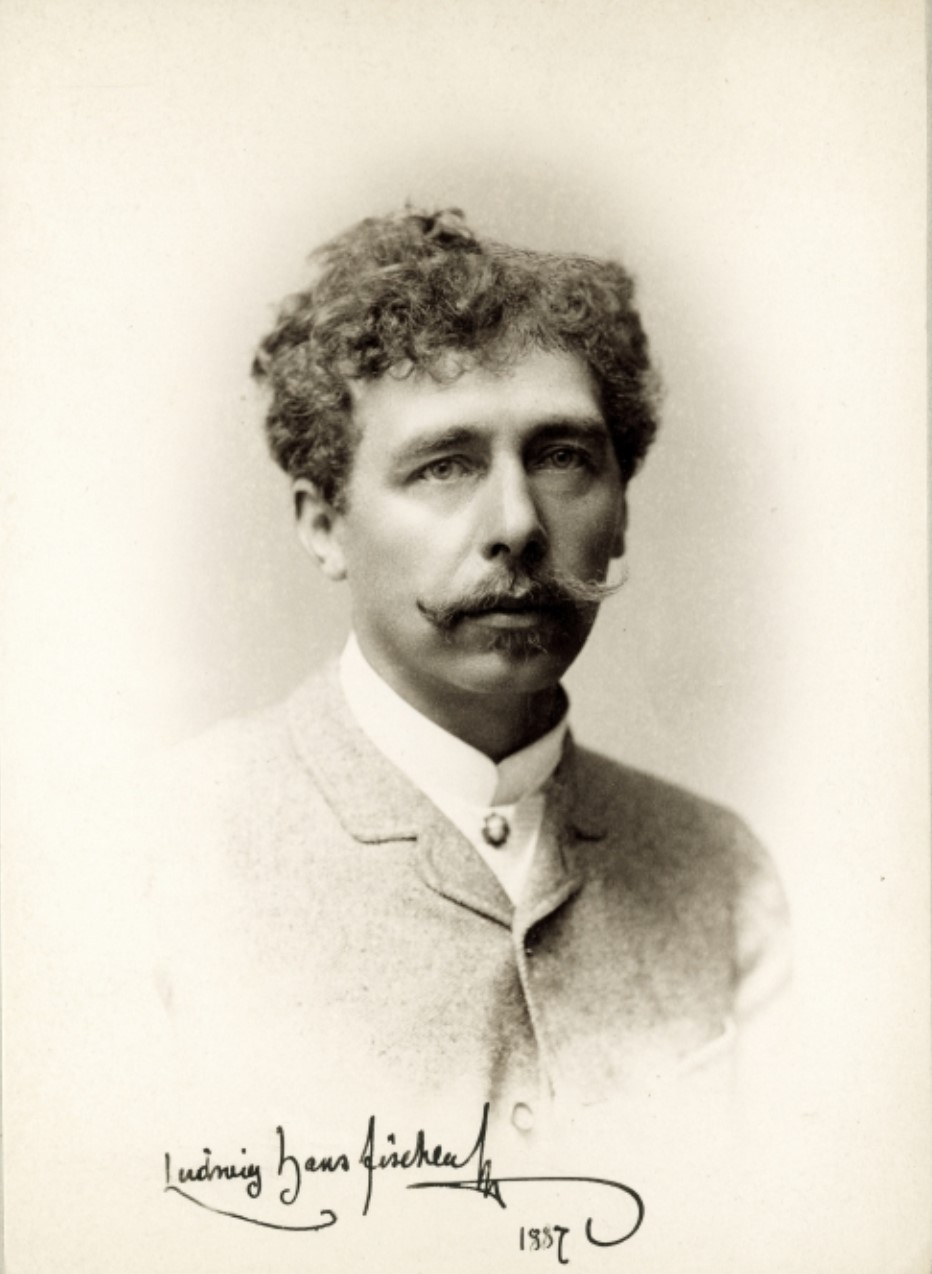
Ludwig Hans Fischer

Ludwig Hans Fischer (geb. 2. März 1848 in Salzburg, Kaisertum Österreich; gest. 25. April 1915 in Wien, Hernals) war ein österreichischer Landschaftsmaler, Grafiker, Zeichner, Illustrator, Archäologe und Ethnologe.

## Lebensweg
Ludwig Hans Fischer war Sohn eines Finanzrats. Nach Abschluss der Oberrealschule studierte er ab 1869 an der Akademie der bildenden Künste Wien, und zwar zunächst an der Allgemeinen Malerschule, von 1870 bis 1873 dann an der Kupferstecherschule bei Louis Jacoby (1828–1918) und parallel dazu Radierung bei William Unger (1837–1932) an der Kunstgewerbeschule. In den Jahren 1873 und 1874 absolvierte Fischer die Spezialschule für Landschaftsmalerei bei Eduard Peithner von Lichtenfels (1833–1913) an der Wiener Akademie der bildenden Künste.
1875 unternahm er, finanziert durch ein Stipendium der Akademie, seine erste Orientreise und besuchte Tunesien, Libyen, Ägypten, Palästina und Kleinasien. In den Jahren 1875 bis 1877 lebte er in Rom. Ab 1879 beteiligte er sich an Ausstellungen, unter anderem in Wien, München, Berlin und Dresden. In den Jahren von 1882 bis 1889 malte Fischer im Naturhistorischen Museum in Wien in den Schausälen des Hochparterres acht Wandbilder, 1890 für das Kunsthistorische Museum eine Lünette mit dem Heroon von Trysa.
Fischer reiste viel; er hielt sich fast jedes Jahr entweder an der Dalmatinischen Küste, auf dem Balkan oder auf Korfu auf. 1878 reiste er nach Tunis, 1879 nach Norwegen, 1880 nach Kleinasien, Palästina und Ägypten (Fischers Skizzenbuch dieser Reise befindet sich im Wien Museum), 1882 nach Spanien und 1887 erneut nach Ägypten (Luxor und Karnak).
Fischer war mit dem Schriftsteller, Kunstsammler, Mäzen und Forschungsreisenden Karl Lanckoroński (1848–1933) befreundet und war mehrfach auf dessen Landsitz im galizischen, heute ukrainischen Rosdil zu Gast.
Mit Lanckoroński bereiste Fischer 1888 Italien (Rom, Neapel und Amalfi). 1888/1889 begleitete er Lanckoronski auf einer Reise nach Indien. Sie fuhren zunächst durch den Suezkanal ans Rote Meer und dann über Ceylon (Sri Lanka) bis nach Darjeeling und durch das Gangesdelta nach Kalkutta, von wo aus Fischer seine Rückreise antrat. 1890 stellte er im österreichischen Handelsmuseum Wien 68 auf dieser Reise gemalte Aquarelle, mehrere Ölgemälde sowie einige von dieser Indien-Reise mitgebrachte Gegenstände aus.
1891 besuchte Fischer erneut Ägypten; seine letzte Reise dorthin unternahm er 1897. 1904 hielt er sich in Süditalien auf. Danach lebte er hauptsächlich in Wien und in Pörtschach am Wörther See. Seine Reisen sind durch zahlreiche Postkarten nachvollziehbar, auf denen er besondere, zum Beispiel amüsante Begebenheiten schildert, seine Zeitgenossen ironisch charakterisiert, aber auch sich selbst humorvoll zeichnete.
Fischer arbeitete an der Zeitschrift für bildende Kunst und an der 24-bändigen landeskundlichen Enzyklopädie Die österreichische Monarchie in Wort und Bild (Kronprinzenwerk) mit.
Fischer war vor allem Vedutenmaler; er malte bedeutende historische Stätten sowie auch Landschaften des Orients und der Dalmatinischen Küste. Außerdem bemalte er Fächer, entwarf Medaillen und war als Feuilletonist und Illustrator von Reisebeschreibungen tätig.
Fischer war ab 1874 Mitglied der Genossenschaft der bildenden Künstler Wiens (Künstlerhaus), 1885 Gründungsmitglied sowie 1889 bis 1890 Obmann des Wiener Aquarellisten-Clubs.
Fischer war Mitglied der Wiener Anthropologischen und der Wiener Prähistorischen Gesellschaft sowie ab 1891 Korrespondent der k.k. Central-Commission zur Erforschung und Erhaltung von Baudenkmälern. 1911 wurde er zum Ritter des Franz-Joseph-Ordens ernannt.
Aquarelle von Fischer wurden im österreichischen Pavillon auf der Pariser Weltausstellung des Jahres 1900 ausgestellt. Fischer war auch mit mindestens einem Gemälde, „Die Karavane“, auf der Weltausstellung 1904 in St. Louis (Louisiana Purchase Exposition) im Palace of Fine Arts vertreten.
Fischer blieb unverheiratet. Er starb am 25. April 1915 im Alter von 67 Jahren in Wien-Hernals.

## Galerie

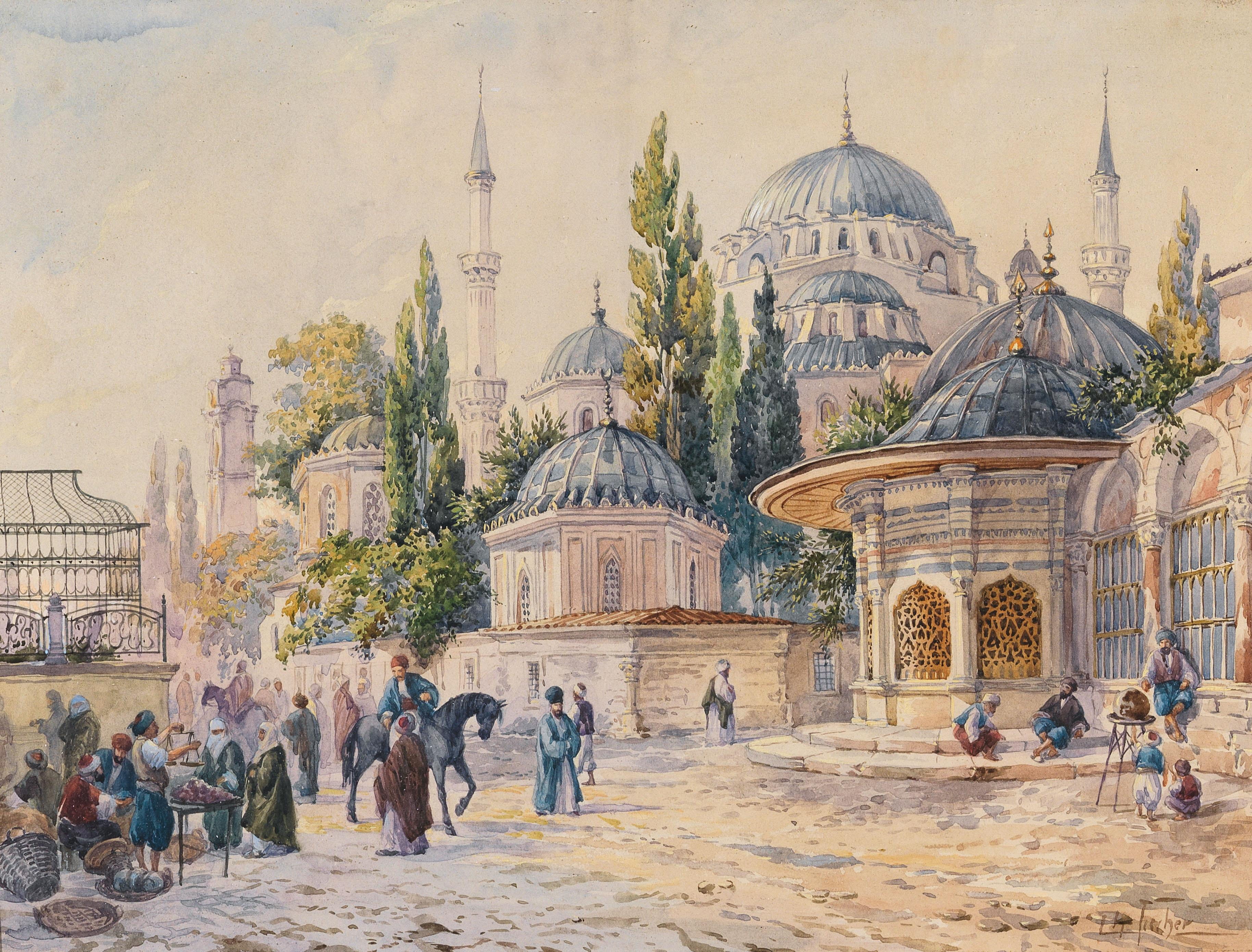
Die Şehzade-Moschee in Istanbul
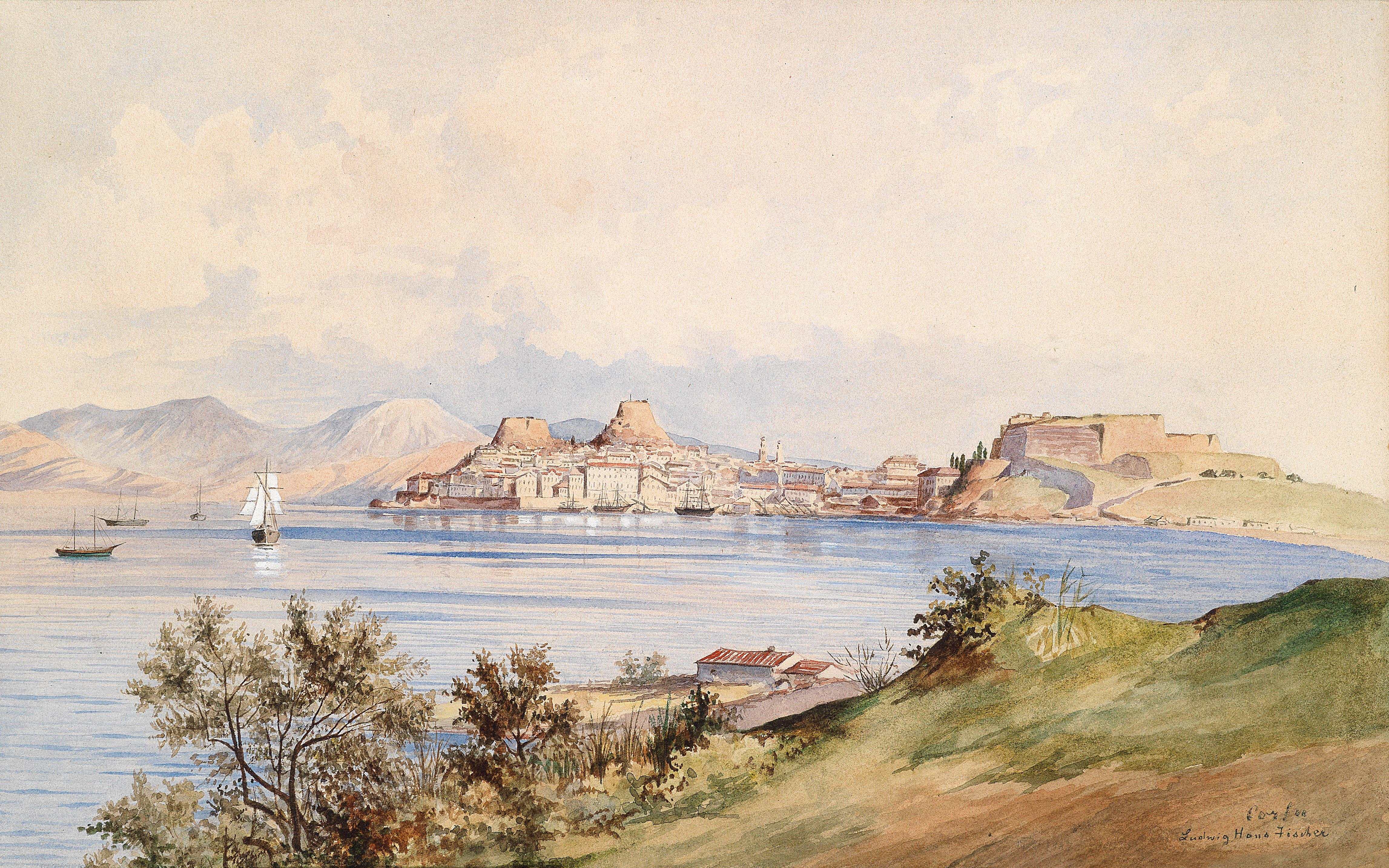
Ansicht von Korfu-Stadt (Kerkyra)
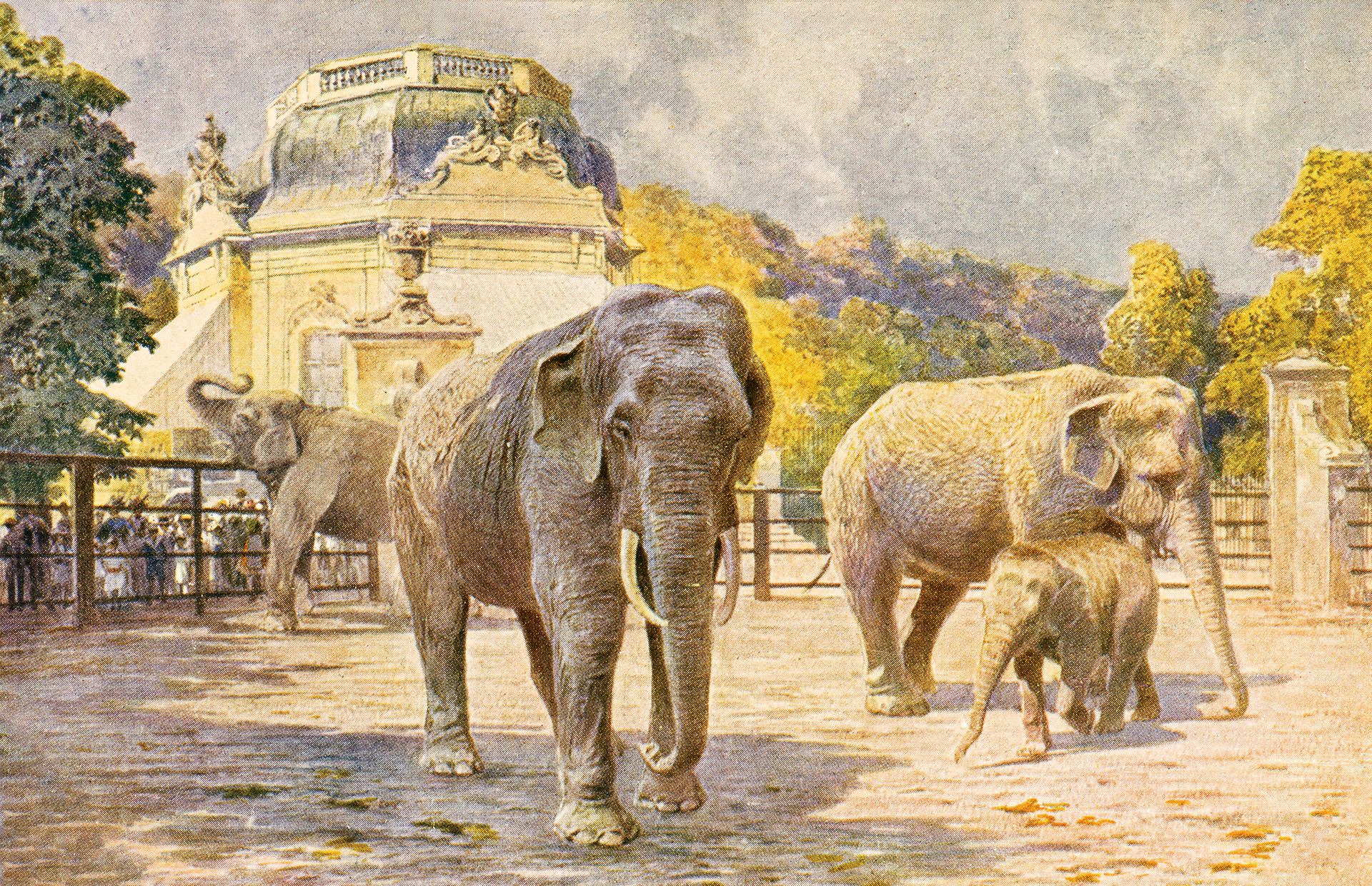
Elefanten im Tiergarten Schönbrunn; im Hintergrund der Kaiserpavillon (Postkarte)
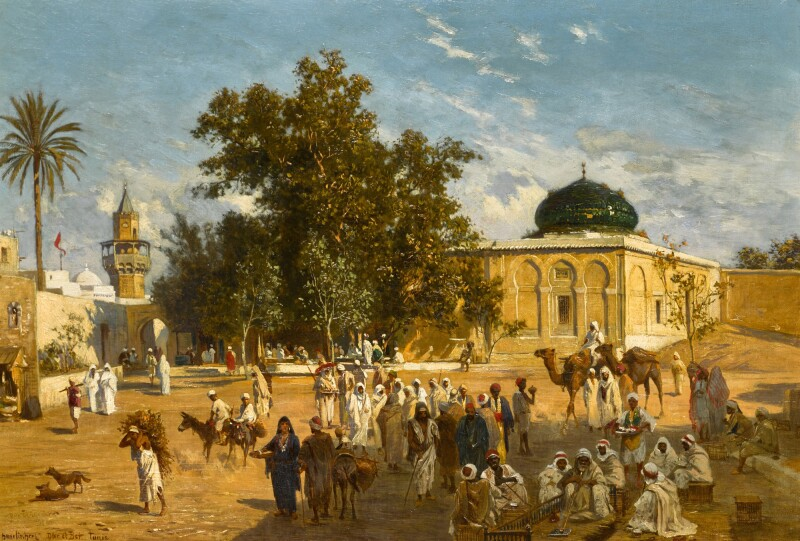
Dar el Ber, Tunis
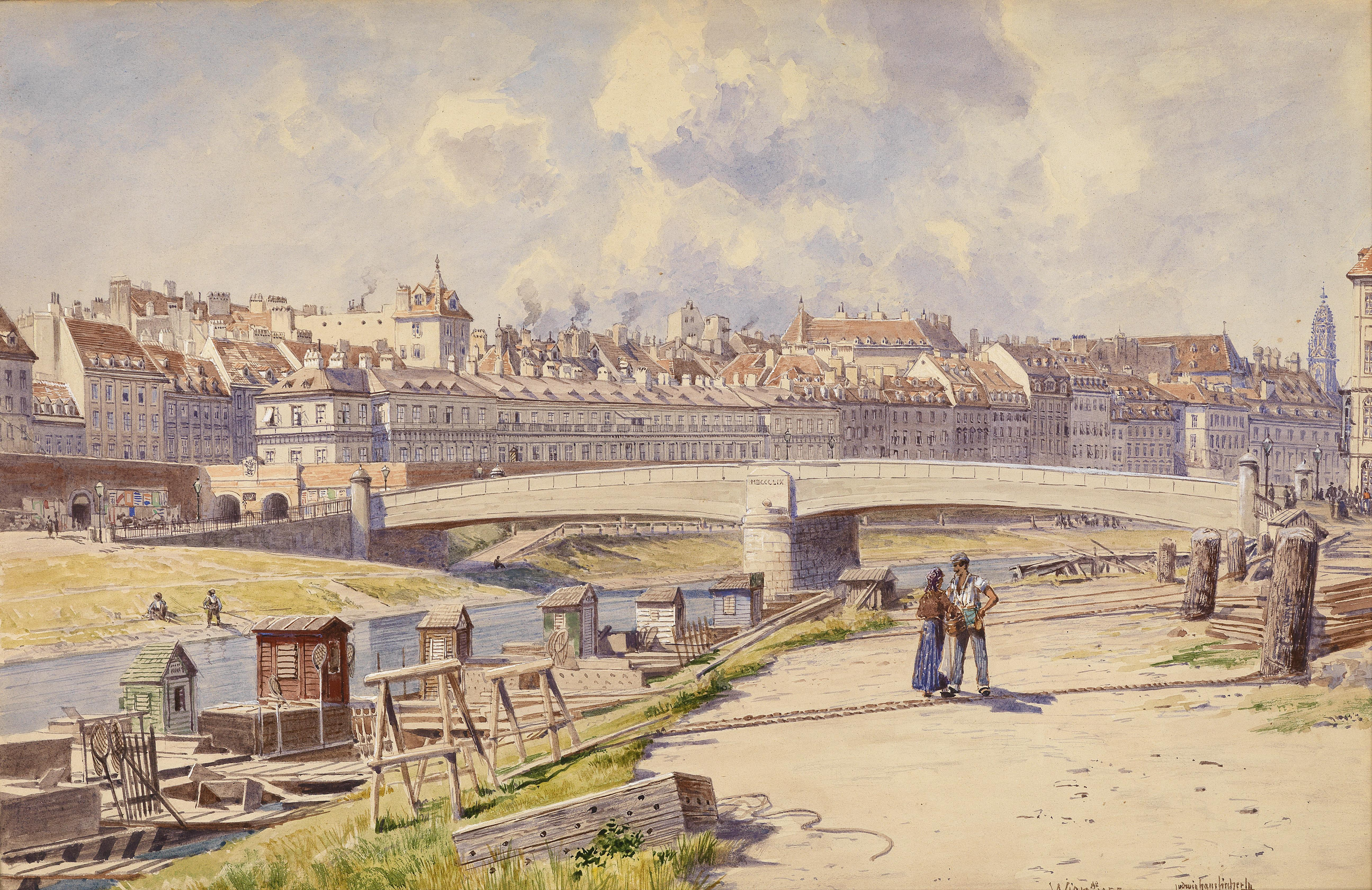
Wien, Fischerboote am Donaukanal, im Hintergrund Maria am Gestade
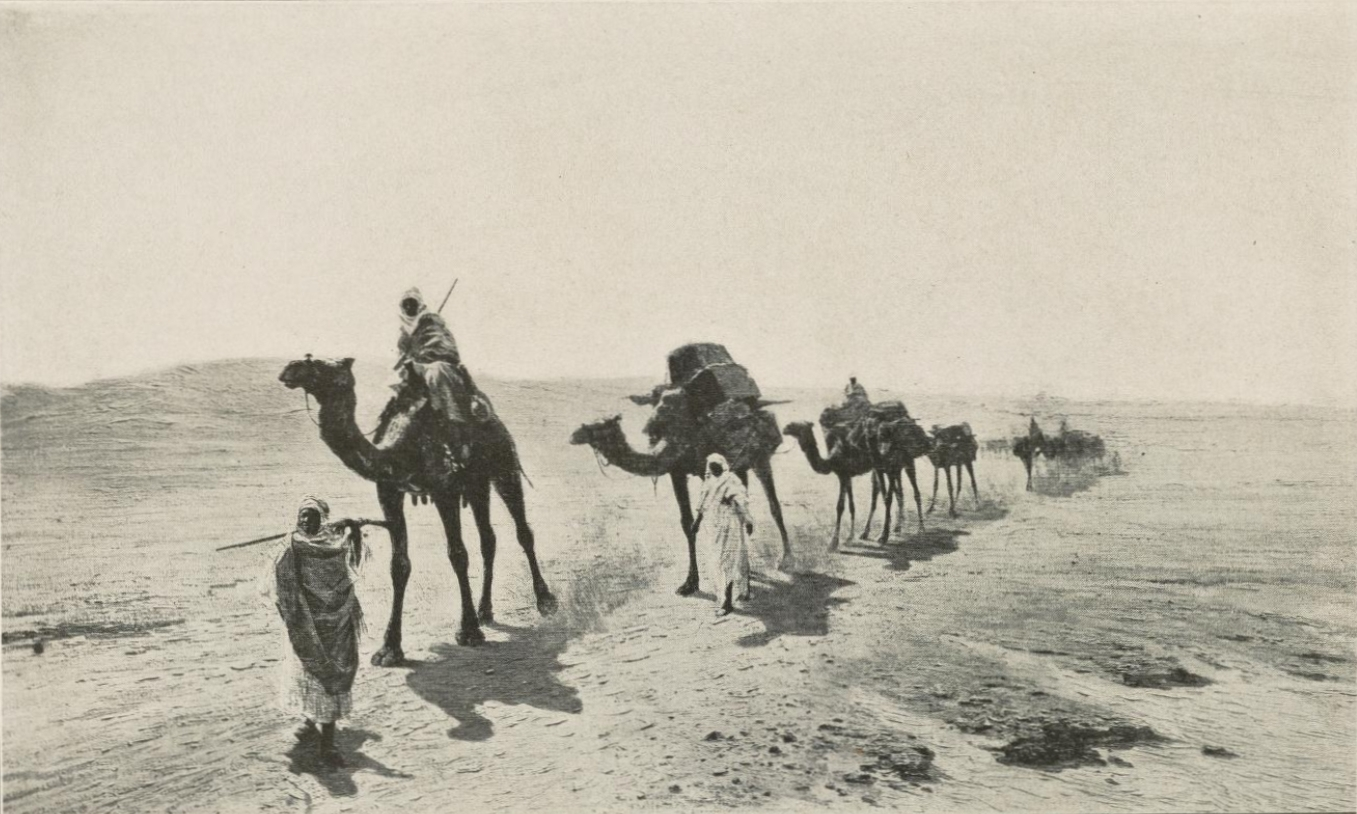
Kamel-Karawane in der Wüste

## Von Ludwig Hans Fischer illustrierte Reisebücher (Auswahl)
- Jacob von Falke: Hellas und Rom. 1878.
- Rosa von Gerold: Ein Ausflug nach Athen und Corfu. 1885.
- Alexander von Warsberg: Ithaka. 1887.
- Oskar Baumann: Fernando Póo und die Bube. 1888.[4]
- Karl Lanckoroński: Rund um die Erde. 1888/1889.
- Wilhelm Junker: Reisen in Afrika 1875–1886. 1889.[1]
- Oskar Baumann: In Deutsch-Ostafrika während des Aufstandes. Reise der Dr. Hans Meyer’schen Expedition in Usambara. 1890.[5]
- Franz Graf von Thun-Hohenstein: Eine Orientreise. 1891.
- Reinhard E. Petermann: Führer durch Dalmatien. 1899.
- Milena Preindlsberger-Mrazović: Bosnisches Skizzenbuch. 1900.
- James Camille Samson: Meine Reise nach Siam 1888–89. 1901.
- Alexander von Warsberg: Von Palermo zur Scylla und Charybdis. 1901.[6]
- Alexander von Warsberg: Dalmatien. 1904.[7]

## Schriften (Auswahl)
- Historische Landschaften aus Oesterreich-Ungarn, mit allerh. Subvention S. M. des Kaisers radirt und herausg. von Ludw. Hans Fischer. Verlag d. Ges. f. vervielf. Kunst, 1880, gr. Fol: Liefg. I. Text von E. v. Sacken.
- Die Technik der Aquarell-Malerei. 1888 (mehrfach aufgelegt).
- Indischer Volksschmuck und die Art ihn zu tragen. In: Annalen des Naturhistorischen Museums in Wien.  V. Band, redigiert von Franz Ritter von Hauer. Alfred Hölder, k. und k. Hof- und Universitätsbuchhändler, Druck von Alfred Holzhausen in Wien, 1890 (Mit 6 Tafeln und 51 Abbildungen im Texte) S. 287–316 (Textarchiv – Internet Archive).
- Indische Malerei. In: Zeitschrift für bildende Kunst. Neue Folge i, 1890, S. 241.
- Das alte Ägypten im neuen und seine Beziehungen zu Innerafrika. In: Zeitschrift für bildende Kunst. Neue Folge, 3. Jahrgang, Leipzig, 1892, S. 231–238, (Textarchiv – Internet Archive).
- Zur Arbeitstheilung auf volkskundlichem Gebiete. Von Maler Ludwig Hans Fischer. Wien, II. Kleine Mittheilungen In: Zeitschrift für österreichische Volkskunde. I. Jahrgang, redigiert von Michael Haberlandt, Verlag von F. Tempsky, 1895, Wien / Prag 1896, S. 11 (Textarchiv – Internet Archive).
- Das Strohhaus in Italien. In: Zeitschrift für bildende Kunst, 1896, Band 31 [= N.F. 7]. Verlag Seemann, Leipzig 1896, S. 97–101 (resolver.sub.uni-goettingen.de).
- Ragusa und Umgebung. Wien/Prag 1897.
- Die Technik der Ölmalerei. 1898 (archive.org).
- Eine neolithische Ansiedelung in Wien (Ober-St. Veit), Gemeindeberg. In: Mitteilungen der Anthropologischen Gesellschaft in Wien, Band 28, Nr. 3, 1898, S. 108–126.
- Kapitel XII: Landschaftszeichnen. In: Die Zeichenkunst. Methodische Darstellung des gesamten Zeichenwesens. Unter Mitwirkung von A. Andel, A. Cammissar, Ludwig Hans Fischer, M. Fürst, Otto Hupp, Albert Kuli, Konrad Lange, Adalbert Micholitsch, Adolf Möller, Paul Naumann, Fritz Reiss, A. von Saint-George, A. Stelzl, R. Trunk, J. Vonderlinn und anderen herausgegeben von Karl Kimmich. Zwei Bände mit 1091 Textillustrationen sowie 56 Farb- und Lichtdrucktafeln, G. J. Göschen’sche Verlagsbuchhandlung, Leipzig 1900 (Textarchiv – Internet Archive).
- Die Cena von Matteo Roselli im Kloster S. Francesco in Lesina. In: Zeitschrift für bildende Kunst. 1908, Band 43 [= N.F. 19], erlag E. A. Seemann, Leipzig, (resolver.sub.uni-goettingen.de).